# Scheloribates striatus
Scheloribates striatus is een mijtensoort uit de familie van de Scheloribatidae. De wetenschappelijke naam van de soort is voor het eerst geldig gepubliceerd in 1958 door Hammer.